# Cal Foguet
Cal Foguet és una casa de Sant Martí de Maldà, al municipi de Sant Martí de Riucorb (Urgell), inclosa a l'Inventari del Patrimoni Arquitectònic de Catalunya.

## Descripció
Cal Foguet és una casa pairal inclosa a l'interior de la vila closa de Sant Martí de Riucorb. Aquesta casa inicial, datada del segle xvi, és de grans proporcions, la seva llargada ocupa tot el carrer d'entrada després del portal del carrer Major. És una casa de tres plantes, on a la planta baixa s'obre una de les portes d'accés, molt malmesa. Els murs d'aquesta planta han perdut l'arrebossat de calç, deixant a la vista la superposició irregular de pedres tallades amb una estereotomia molt irregular. En el primer pis observen la presència de dos balcons gairebé plans i dos finestrals més a banda i banda. La planta superior és la més baixa en alçada i com a úniques obertures trobem una renglera de finestres rectangulars perfectament alineades, fet que ens denota una correcta planificació en la construcció inicial del mas.

## Història
La família dels Foguet foren una nissaga molt influent durant els segles XVI-XVII al poble de Sant Martí de Riucorb. Al llarg del segle xviii van ampliar la part posterior de la casa, afegint-hi tot un ampli apartat pel pati i els magatzems. Així, veiem com cal Foguet uneix les funcions més pròpies d'una masia però amb la comoditat de l'interior de la població i gaudint de la protecció de les muralles del poble.